# DeGalan Peak
DeGalan Peak är en bergstopp i Antarktis. Den ligger i Östantarktis. Australien gör anspråk på området. Toppen på DeGalan Peak är 2 454 meter över havet, eller 2 meter över den omgivande terrängen. Bredden vid basen är 0,03 km.
Terrängen runt DeGalan Peak är varierad. Trakten är obefolkad. Det finns inga samhällen i närheten. 